# 黒川ダム
黒川ダム（くろかわダム）は、兵庫県朝来市生野町（旧朝来郡生野町）黒川地先、二級水系市川本川最上流部に建設されたダムである。

## 沿革
兵庫県中西部を貫流する市川は、上流に生野銀山、下流に姫路市と古くから人口の多い地域である。市川には既に1972年（昭和47年）に補助多目的ダムである生野ダム（重力式コンクリートダム・56.5m）が完成しており、治水事業は進展していた。水力発電に関しては殆ど開発されていなかったが、オイルショックを機に火力発電重視の状況から水力発電の再評価がなされ、こうした中において関西電力は喜撰山発電所に続く大規模揚水発電所を建設する計画を兵庫県に立てた。こうして1974年（昭和49年）に建設されたのが奥多々良木発電所である。
市川最上流部に上部調整池として黒川ダムを、円山川水系多々良木川に下部調整池として多々良木ダム（アスファルトフェイシングフィルダム・64.5m）を建設し、両ダム間の有効落差最大387.5mを利用した発電を行う。瀬戸内海（市川）と日本海（円山川）という分水嶺を跨いだ異なる水系を利用した水力発電所でもある。認可出力は完成当時121万2,000kWと日本最大であった。その後1979年（昭和54年）に新高瀬川発電所（東京電力・128万kW）が完成し一旦日本一の座を明け渡すがその後発電能力を増強し、現在は認可出力193万2,000kWと稼動している揚水発電所としては日本最大である。
この後、神崎郡神河町（旧大河内町）を流れる支流の犬見川・太田川には同じく関西電力によって1992年（平成4年）、大河内発電所が建設される。認可出力120万kWの大規模揚水発電所であり、市川水系は関西有数の水力発電地帯となった。

## 概要
ダムの高さは98m、型式は傾斜土質遮水壁型ロックフィルダムである。目的は発電の他、上水道及び工業用水の供給である。姫路市を始めとする市川流域は播但連絡道路や山陽自動車道・中国自動車道の建設によって急速に人口が増加し、且つ播磨灘沿岸は製鉄を始めとする工業地帯の拡大によって水需要が増加していた。逼迫して行く水道供給に対応するため兵庫県企業庁は「兵庫県水道用水供給事業」を事業展開して水需要の確保を図ろうとした。
これは既存の県営ダムに加え、水資源開発公団（現水資源機構）が管理する一庫ダム（一庫大路次川）、農林水産省近畿農政局が「国営加古川水系広域農業水利事業」の一環として建設した呑吐ダム（志染川）等の加古川水系農業用ダム群、そして黒川ダムを水源に利用し浄水場を整備する事で増加する水需要に対応するというものである。各関連機関との調整を経てこの事業は実施されるが黒川ダムにおいても関西電力と兵庫県企業庁との間で調整が図られ、本来の目的である発電に支障を来たさない程度での貯水池の利水が可能となった。
1979年4月、姫路市に船津浄水場が完成、稼動を始めた。この浄水場は黒川ダムの他企業庁管理の神谷ダム（神谷川。中央土質遮水壁型ロックフィルダム・77.0m）を水源として姫路市の他加西市、神崎郡市川町・福崎町、揖保郡太子町に上水道と工業用水を供給する。こうした事から黒川ダムは多目的ダムである訳だが、洪水調節機能を有せず且つ河川管理者である国土交通省からの補助を受けていない。このため国土交通省専管事業外の多目的ダムとして通常の多目的ダムとは異なる位置付けとなる。この様な多目的ダムとしては新成羽川ダム（成羽川・中国電力。工業用水・発電）や秋葉ダム（天竜川・電源開発。上水道・工業用水・発電）等がある。

## 観光
ダムへは生野市街地から国道429号を福知山市方面に進む。途中には、生野銀山跡の他、関西有数のブラックバスやヘラブナの釣り場である「生野銀山湖」（生野ダム湖）、黒川渓谷などがある。ダム直下には大明寺や黒川温泉があり、「美人の湯」としても有名であり京阪神方面から入浴客が多数訪れる。黒川ダムの堤頂通路（天端道路）については、昼間は徒歩にて入場が可能である。
ダムサイト付近に関西電力黒川風力発電所が併設されている。認可出力は150kWと小さい発電所であるが、一般世帯50軒分の電力を賄う事が出来る。発電施設である一基の風車はダムのシンボルにもなっている。
国道429号および国道312号を経由する以外にも、ダム湖外周道路から分岐する市道に進むと、下部ダムの多々良木ダムに行くことが出来る。途中には目の神様として有名な青倉神社がある。

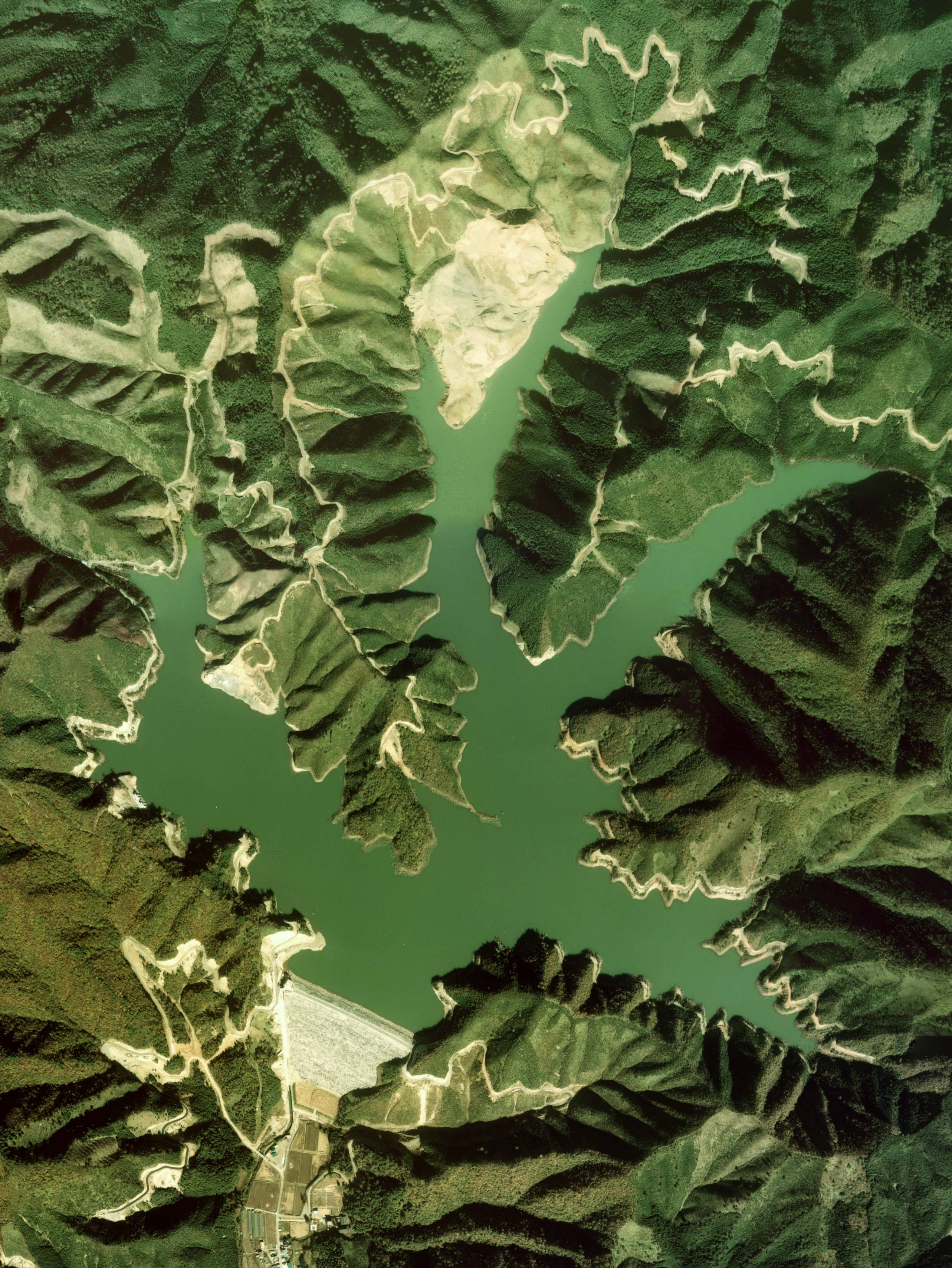
黒川ダム湖
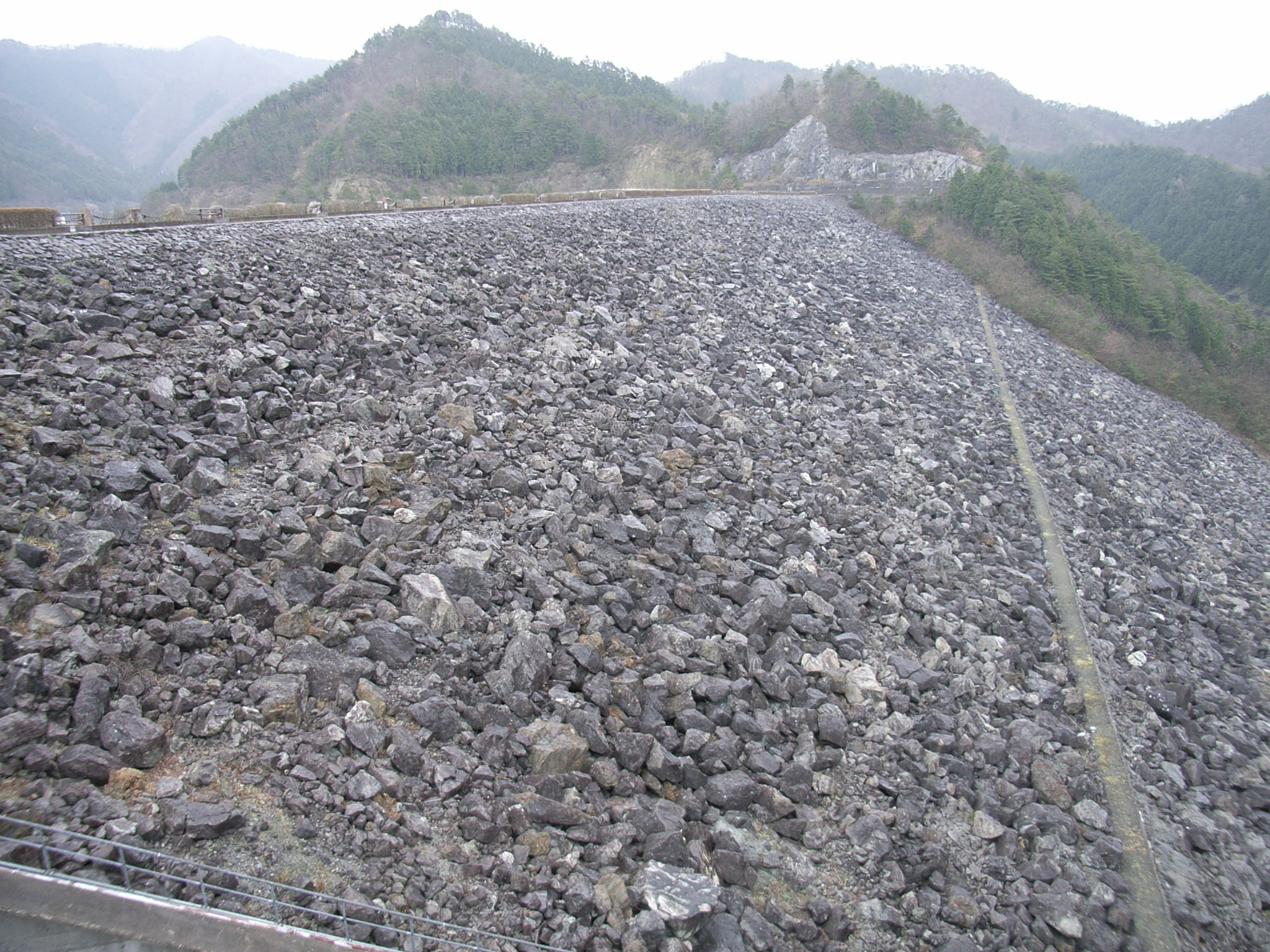
黒川ダムの下流側面
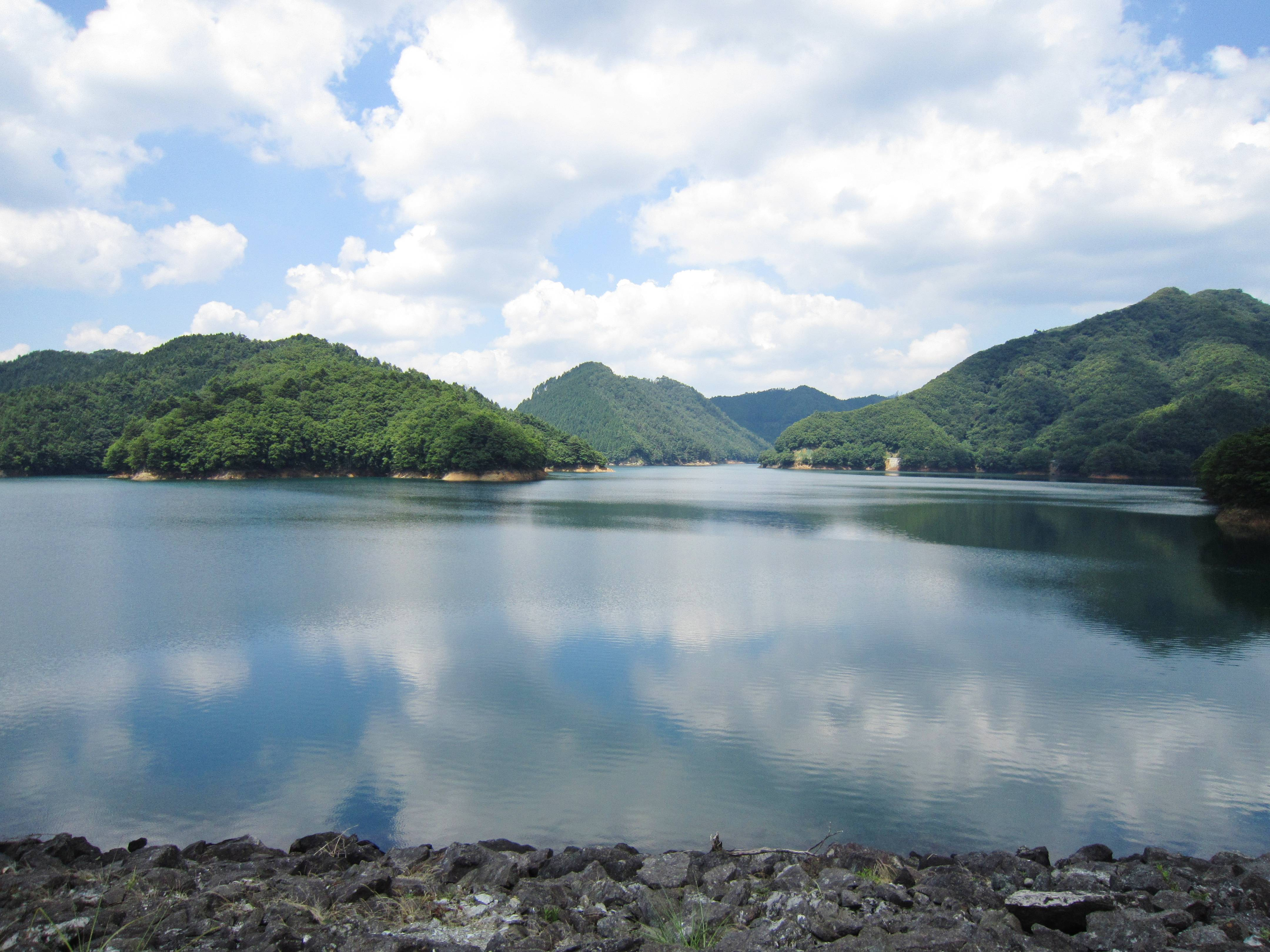
黒川ダム湖
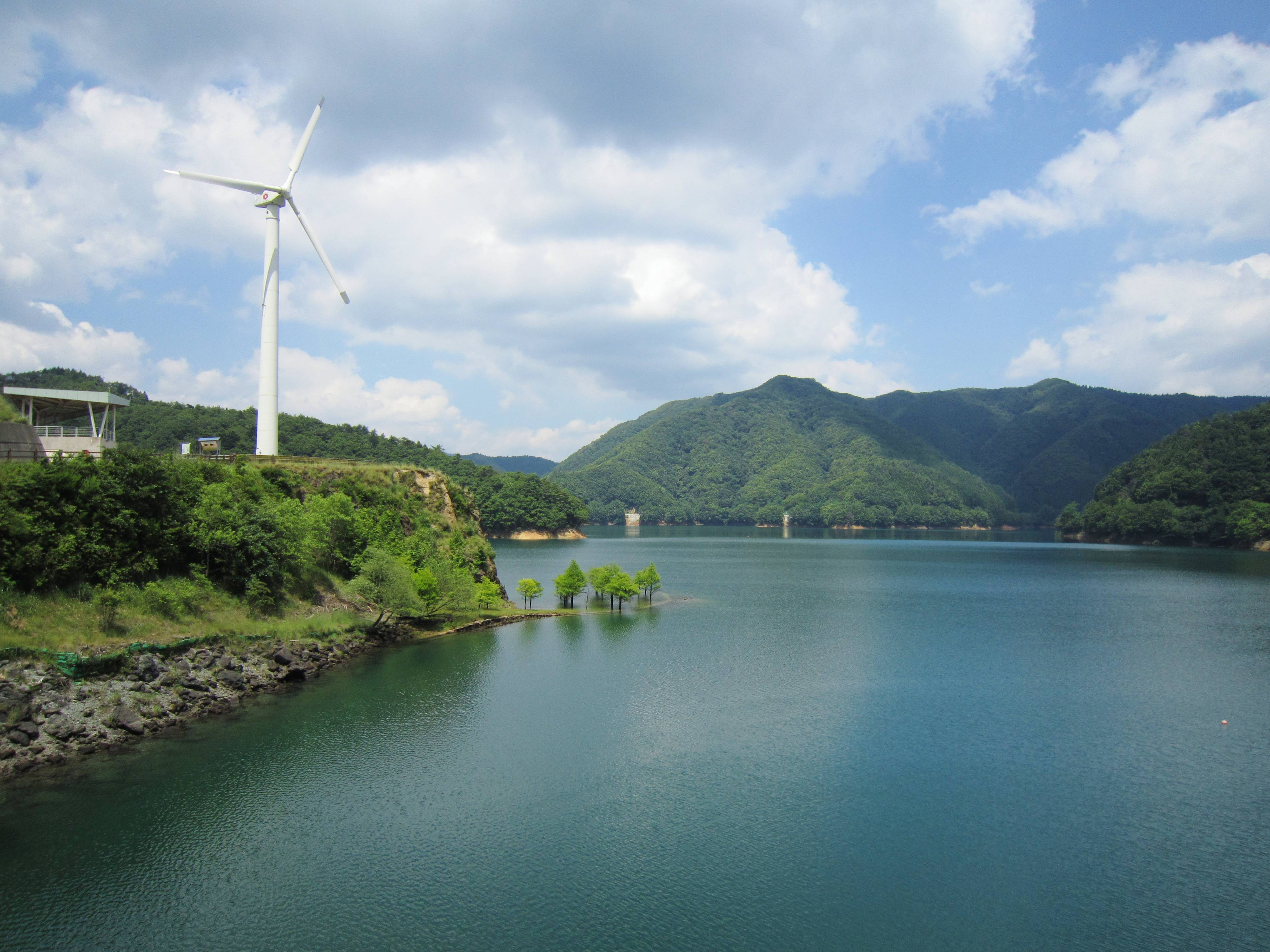
黒川ダム湖と風車
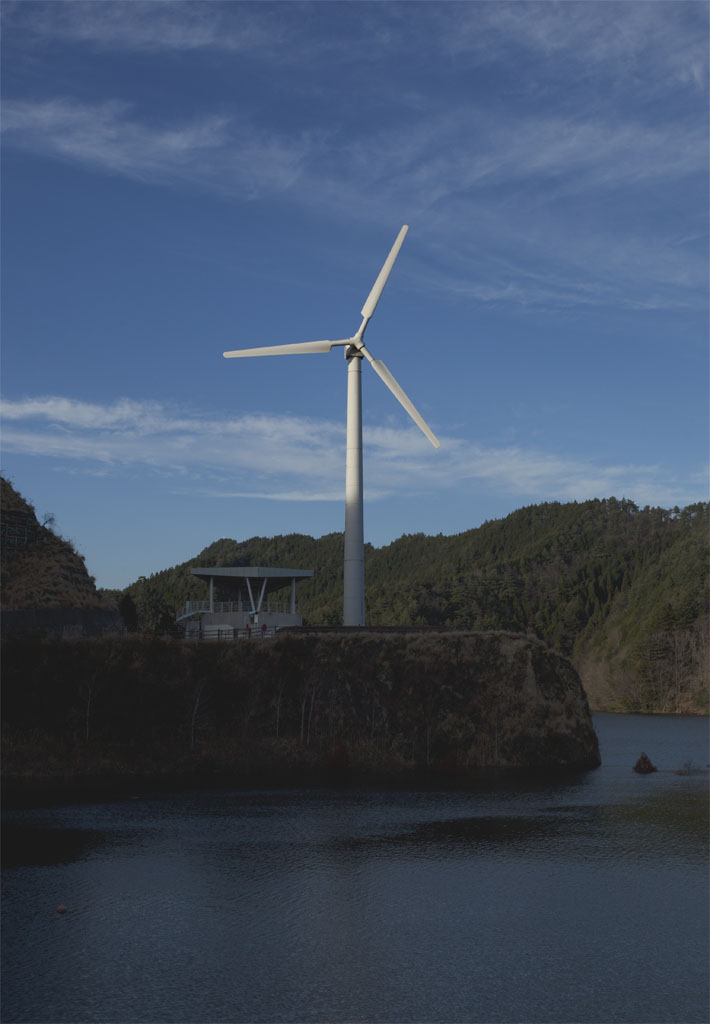
黒川ダムの風車
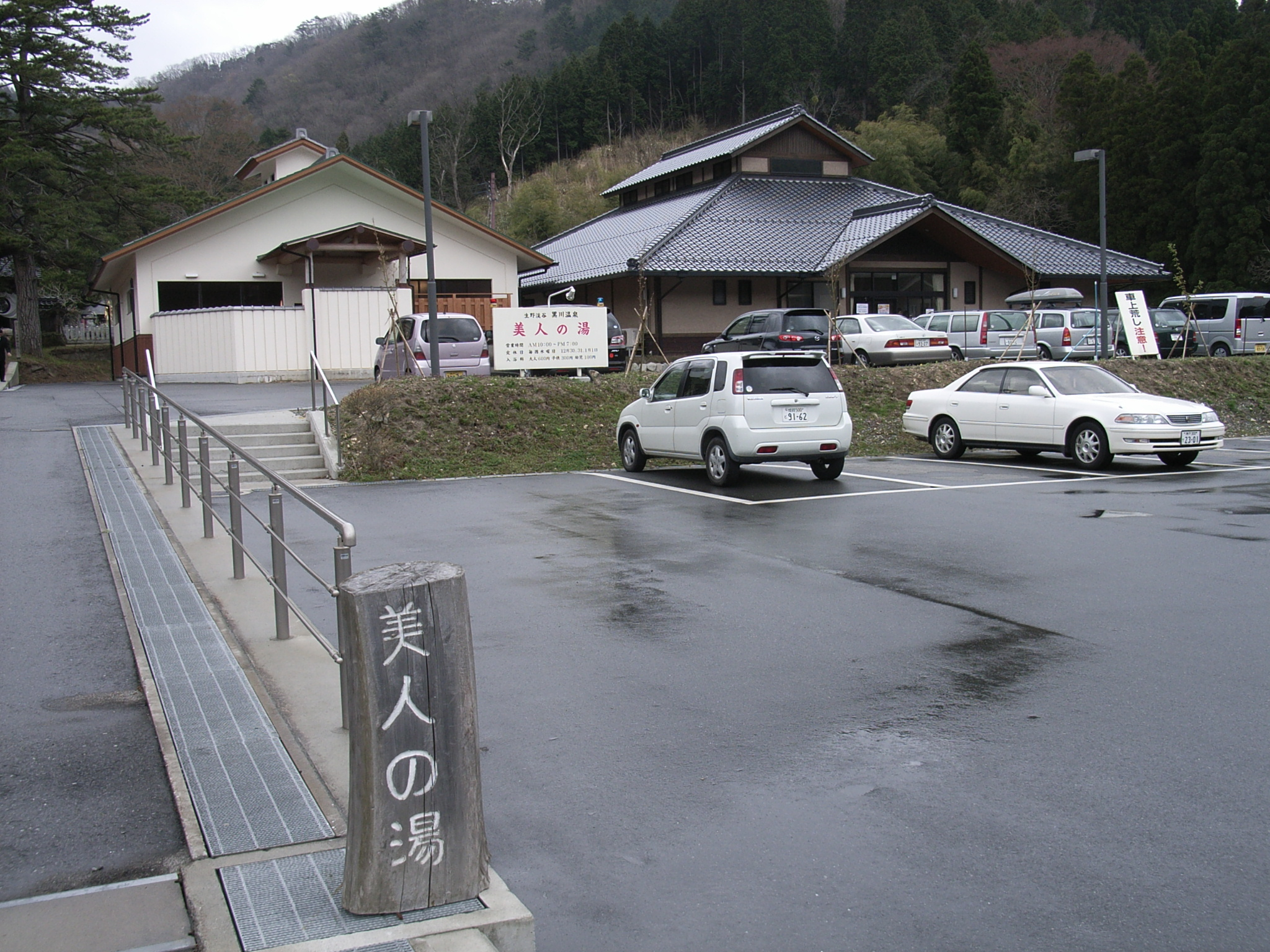
黒川温泉
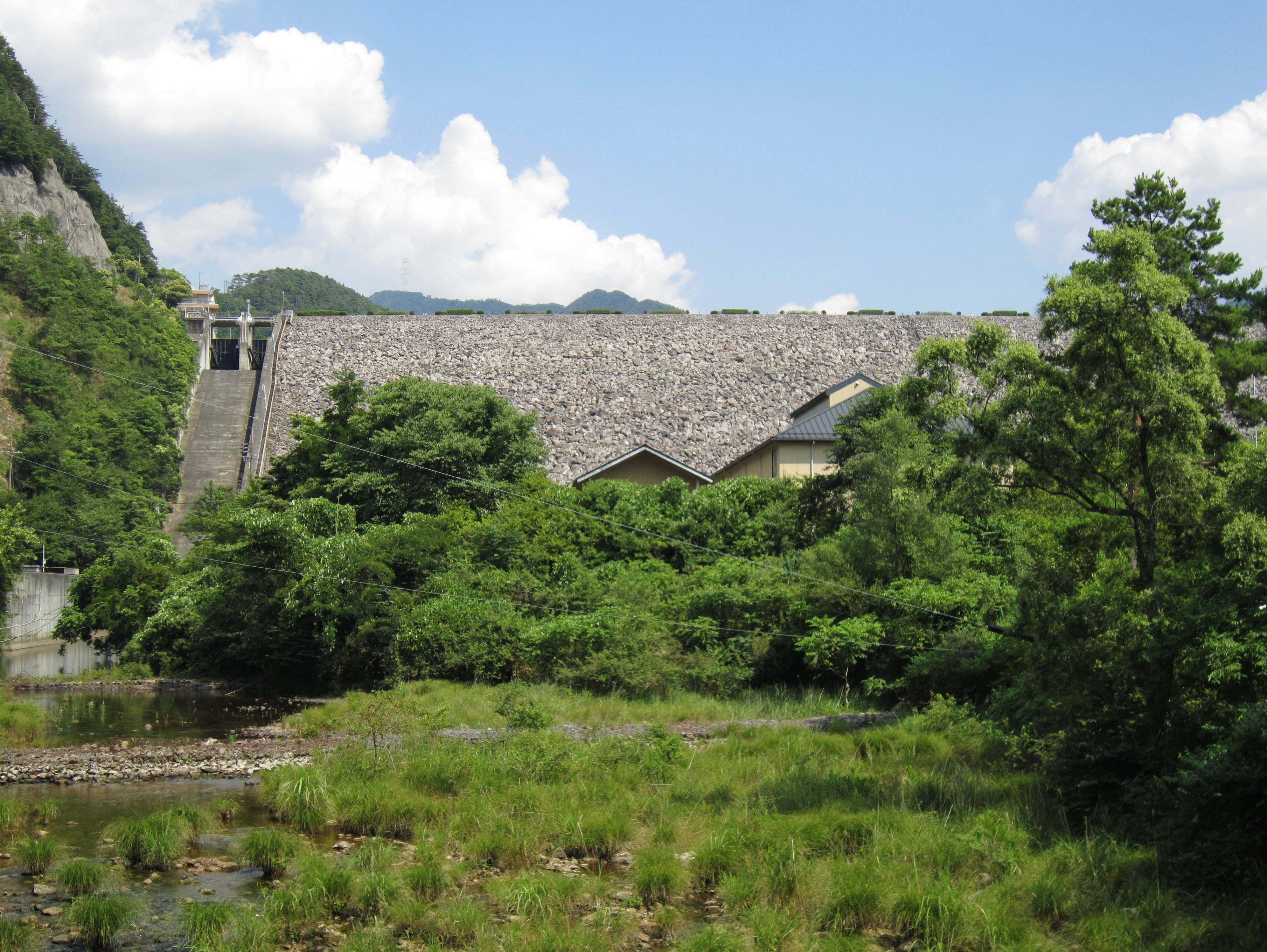
下部調整池・多々良木ダム